# Union sportive montalbanaise
L’Union sportive montalbanaise è un club francese di rugby XV di Montauban (Tarn e Garonna).
Fondato nel 1905, fu campione nazionale nel 1967 e nella stagione 2008/09 milita in prima divisione, il Top 14.
Nella stessa stagione ha preso parte per la prima volta nella sua storia alla Heineken Cup.
La squadra disputa le sue gare interne nello stadio Sapiac di Montauban.
A causa di problemi finanziari la squadra è stata retrocessa in terza divisione, la Federale 1, per la stagione 2010/2011.

## Palmarès
- Campionati francesi: 1
1966/67

## Giocatori stagione 2007-2008
- Ruolo ala: Denis Cech, Jean-Emmanuel Cassin, Sylvain Jonnet e Seti Kiole.
- Ruolo centro: Yoan Audrin, Miguel Avramovic, Rida Jahouer, Ryan Smith e Jean-Philippe Viard.
- Ruolo estremo: Johan Dalla Riva, Mikael Etcheverria e Mike Pyke.
- Ruolo mediano di mischia: Cédric Garcia e Petre Mitu.
- Ruolo mediano d'apertura: Sébastien Fauqué, Fabien Fortassin e Anthony Tesquet.
- Ruolo pilone: Bogdan Balan, Patrick Blanco, Laurent Delboulbès, Pablo Henn, Pablo Lemoine, Pascal Peyron e Salemane Sa.
- Ruolo seconda linea: Rowan Frost, Karim Ghezal, Scott Murray, Matthias Rolland e Romain Sazy.
- Ruolo tallonatore: Grégory Arganese, Tony Testa e Camille Traversa.
- Ruolo terza linea: Guillaume Bortolaso, Yannick Caballero, Matthew Clarkin, Ibrahim Diarra, Marc Raynaud e Fabrice Soldan.